# Оулекс Андерсон
Оулекс Андерсон (англ. Oalex Anderson, нар. 11 листопада 1995, Барруаль) — сентвінсентський футболіст, який грає на позиції нападника. Відомий за виступами в клубах США «Сіетл Саундерз» та «Ричмонд Кікерз», а також у складі збірної Сент-Вінсент і Гренадин. Переможець Кубка МЛС 2016 року.

## Клубна кар'єра
Оулекс Андерсон розпочав виступи на футбольних полях на батьківщині в клубі «Систем 3» у 2013 році. У сезоні 2014—2015 років він грав у оренді в клубі з Антигуа і Барбуди «Гренадес». У 2015 році поїхав грати до США, у 2015 році грав за другу команду «Сіетл Саундерз». Наступного року дебютував у основній команді клубу, та став цього року у складі «Сіетл Саундерз» володарем Кубка МЛС. Після закінчення сезону 2016 року клуб не продовжив з ним контракт, і Андерсон покинув команду з Сіетла. Пізніше Оулекс Андерсон повернувся на батьківщину, де знову грав у складі «Систем 3». У 2020 році Андерсон став гравцем американського клубу з United Soccer League «Ричмонд Кікерз». З 2022 року сенвінсентський футболіст грає у клубі цієї ж ліги «Північна Кароліна». 

## Виступи за збірну
У 2014 році Оулекс Андерсон дебютував у складі збірної Сент-Вінсент і Гренадин. У складі збірної брав участь у кваліфікаційних турнірах чемпіонату світу з футболу та Золотого кубка КОНКАКАФ. У складі збірної на початок 2023 року провів 32 матчі, у яких відзначився 15 забитими м'ячами.

## Титули і досягнення
- Переможець Кубка МЛС (1):

«Сіетл Саундерз»: 2016